# Krzecze
Krzecze [ˈkʂɛt͡ʂɛ] est un village polonais de la gmina de Goniądz dans le powiat de Mońki et dans la voïvodie de Podlachie. Il se situe à environ 9 kilomètres à l'est de Goniądz, à 14 kilomètres au nord de Mońki et à 50 kilomètres au nord-ouest de Bialystok. 
Le village compte approximativement 150 habitants.